# Zbigniew Zbikowski
Zbigniew Zbikowski, właśc. Żbikowski (ur. 6 marca 1952 w Skrwilnie) – polski dziennikarz i pisarz.

## Życiorys
W 1976 r. ukończył studia na Wydziale Matematyki, Fizyki i Chemii Uniwersytetu Opolskiego. Aktywność dziennikarską rozpoczął w okresie studiów (współpraca z prasą studencką i regionalną). W 1976 r. zadebiutował jako prozaik w miesięczniku Opole. Po studiach nauczyciel fizyki w liceach ogólnokształcących w Otmuchowie i Rypinie. Od 1978 r. zatrudniony jako dziennikarz; najpierw prasy lokalnej (Włocławek, Bydgoszcz), następnie krajowej (m.in. reporter w Tygodniku Pracy Twórczej Radar, dziennikarz w miesięczniku Konfrontacje) i emigracyjnej (miesięcznik Pogląd, Berlin Zachodni; ostatni redaktor naczelny czasopisma). W latach 1996–2002 na różnych stanowiskach w dzienniku Życie (m.in. edytor w dz. zagr., kierownik dz. reportażu, kierownik dodatku Ludzie). W 2007 r. był redaktorem naczelnym odrodzonego na krótko Tygodnika Warszawskiego.
W latach 1998–2000 prowadził zajęcia z reportażu w Collegium Civitas (Laboratorium Reportażu), następnie, w latach 2002–2012, w Instytucie Dziennikarstwa Uniwersytetu Warszawskiego. W latach 2008–2010 redaktor naczelny pisma warsztatowego ID UW PDF.
Jako dziennikarz specjalizował się w reportażach. Publikował je m.in. w Radarze, Polityce, Poglądzie, Życiu.
Jest członkiem Stowarzyszenia Pisarzy Polskich i prezesem Oddziału Warszawskiego SPP w kadencji 2021-2024.
Od 2010 r. publikuje jako Zbigniew Zbikowski, wracając w tej formie do rodowego nazwiska, zmienionego w jego rodzinie po wojnie w rezultacie administracyjnej pomyłki.

## Twórczość prozatorska
- Berlin Blue, Warszawa, WFW 2012; ISBN 978-83-7805-042-1[1]; Edipresse Polska 2015; ISBN 978-83-7945-158-6[11]
- Transprussia, Warszawa, Edipresse Polska 2013; ISBN 978-83-7769-827-3[1]
- Berlin Indigo, Warszawa, Edipresse Polska 2015; ISBN 978-83-7989-572-4[12]
- Seria Willa Morena, Warszawa, Edipresse Kolekcje 2019; ISBN 978-83-8177-183-2[13]
  - Fotografia w oknie, Warszawa, Edipresse Kolekcje 2019; ISBN 978-83-8177-184-9
  - Samolot do Rzymu, Warszawa, Edipresse Kolekcje 2019; ISBN 978-83-8177-185-6
  - Czwarta tajemnica, Warszawa, Edipresse Kolekcje 2019; ISBN 978-83-8177-186-3
  - Piękny świdermajer, Warszawa, Edipresse Kolekcje 2019; ISBN 978-83-8177-187-0
  - Włoska rozsypanka, Warszawa, Edipresse Kolekcje 2019; ISBN 978-83-8177-188-7
  - Espresso dla czworga, Warszawa, Edipresse Kolekcje 2019; ISBN 978-83-8177-189-4
  - Najdłuższy cień, Warszawa, Edipresse Kolekcje 2019; ISBN 978-83-8177-190-0
  - Smutek w sierpniu, Warszawa, Edipresse Kolekcje 2019; ISBN 978-83-8177-191-7
  - Rozrzucone nasiona, Warszawa, Edipresse Kolekcje 2019; ISBN 978-83-8177-192-4
  - Sposób na Włocha, Warszawa, Edipresse Kolekcje 2019; ISBN 978-83-8177-193-1

W 2015 powieść Transprussia znalazła się w polskim finale „Europejskiej Nagrody Literackiej”.